# セブン・オブ・ナイン
セブン・オブ・ナイン（英: Seven of Nine、通称セブン）は、『スタートレック:ヴォイジャー』に登場する架空の人物。ジェリー・ライアンが演じた。日本語版の声は沢海陽子。

## 出生
本名はアニカ・ハンセン（Annika.Hansen）。2350年ティンダラ・コロニー生まれ。子供の頃（7歳の誕生日直後）に、両親とともに乗っていた調査船をボーグに襲撃され、同化される。 父母は宇宙生物学的なボーグに関する調査を行っていたこと以外の詳細は不明。尚、この時乗船していたUSSレイヴンはUSSヴォイジャーでの航行中に再発見されている（両親もボーグとなっており、後年父とボーグ基地で会っている。シーズン7の当初の計画では、父マグナス・ハンセンも集合体から解放される予定があった）。

## スタートレック:ヴォイジャー
生命体8472に対抗するためボーグとUSSヴォイジャーが共同戦線を張ることになった時、連絡将校的役割のために派遣されてきた。一人称単数形で自己紹介を始め、ボーグ集合体の中における個体としての自身の名称を【ユニマトリックス01の第3付属員セブン・オブ・ナイン】と名乗り、セブン・オブ・ナインと呼称するよう要求した。生命体8472を撃退した後、USSヴォイジャーに同化を迫るもかえって退けられた為、艦に留まることとなる。
その後、USSヴォイジャーの緊急用医療ホログラムであるドクターによってボーグ集合体のリンクから切り離される。その後、ドクターと人間へ近づくためのレッスンなどをしている（ドクターは恋愛に似た感情を抱く）他、他のクルーとの関係から人間について学ぶ。その結果、ボーグになったために失ってしまった人間的感情を徐々に取り戻していく。しかし感情レベルが一定以上に高まると機能停止するようにされていたことから、人間本来の感情を100%開放することは出来なかった（チャコティに恋愛感情を抱いた際、徐々に機能が低下し最終的に機能停止に陥り発覚。このときは原因となった装置の除去を拒否するが、最終回近くでドクターの手術により除去される）。集合体の名残りで孤独は苦手だが、人間関係も苦手である。ボーグとの対決では、これらの経験が味方となり再同化に打ち勝つ。 ただし合理性と完全性を目指す姿勢だけは、ボーグ時代から変わっていない。この姿勢ゆえにゲームを楽しめなかったり、悪気は無いが自身の研究の一環として他クルーのプライベートに土足で踏み込む真似をしてトラブルを起こしたり、ツゥンカッツェの闘士にされてしまった時には汚い手を使うことを理解できずチャンピオンに叩きのめされたりもした。
睡眠は立ったままアルコーブで行う、左目が義眼である、機能の維持に皮質ノードを必要とする（一度自分の皮質ノードを失い、イチェブの皮質ノードを譲られている）等、ボーグ由来のサイバネティック生命体としての性質は完全には失っておらず、度々ドクターによる健康診断及び、メンテナンスを受けている。また、血液中にはナノマシンであるナノプローブも存在しており、医療行為のためにドクターに提供されて使用されることもある。
当初、クルーと衝突を繰り返しベラナ・トレスと喧嘩も多かった。途中『電磁空間』に捕らわれていた火星探査船アレース4の回収任務で人間的感情を経験するなどの経験を積み、副長のチャコティと恋愛をするなど関係を回復するまでになった。キャスリン・ジェインウェイ艦長とは衝突も多いが、人間の手本として尊敬しており、自分の人間性を取り戻してくれたことを感謝している。その為、ヴォイジャーに貢献したいという願いは人一倍強い。またそれは、ボーグ時代にたくさんの人を同化してきたことを償いたいという気持ちのあらわれでもあると言える。
サイバネティック生命体であることによる特殊な能力と、ボーグに同化されていた頃に獲得したボーグテクノロジーの知識を武器に、ヴォイジャーでは艦の危機を度々救っている。クルーの中でも個人としての能力はもっとも高く、彼女がヴォイジャーにもたらしたボーグテクノロジーは数知れない。主な勤務場所は天体測定ラボ。地球に叔母のアイリーンがいる。

## スタートレック: ピカード
2020年から配信の『スタートレック: ピカード』にも登場する。
ヴォイジャー帰還後、宇宙艦隊への参加が却下されたことが明らかになる。
シーズン1では、治安の悪化した星域の自警団であるフェンリス・レンジャーに加わる。2386年、ブジェイズルに息子同然のイチェブを捕えられ、生きながら体内のボーグ部品を抽出されたイチェブを安楽死させる。2399年、ロミュラン避難民の居住する惑星ヴァシュティ周辺で、ピカードの乗る宇宙船をバード・オブ・プレイから救う。フリークラウドのスターダスト・シティに同行し、イチェブの復讐にブジェイズルを殺す。SOSを発したロミュラン人のエルノアを救うために休眠状態のボーグ・キューブに来て、ドローンたちの意識を蘇らせ小規模なボーグ集合体を作ってタル・シアーと戦う。ボーグ・キューブを動かしてピカードを追い、人工生命の故郷コッペリウスに来る。殺されたブルーの仇を取り、ピカードの一行に加わってコッペリウスを離れる。
シーズン2では、2401年にはU.S.S.スターゲイザーの艦長となったクリストバル・リオスの持ち船ラ・シレーナ号を受け継ぎ、フェンリス・レンジャーの活動を続けている。Qにより、惑星連邦のかわりに排外的な地球連合が存在し、自身がボーグ化を経ずにその大統領となっている別の時間線にピカードらとともに飛ばされる。歴史を修復するためにピカードらと2024年に飛ぶ。重傷の治療のため、ボーグ・クイーンによってふたたびナノプローブを注入される。Qによる歴史の分岐を阻止して試練を乗り越えたのち、元の時間線の2401年にもどされる。ピカードの権限により、2024年に残ったリオスに代わり一時的にスターゲイザーの指揮官となり、旧知のアグネス・ジュラティ博士が同化されたボーグ・クイーン率いる、融和的なボーグ集合体と協力し、艦隊を指揮して破滅的な謎の現象を阻止する。
シーズン3（2401年）では、ピカードとジェインウェイの推薦により正式に艦隊に入隊し、U.S.S.タイタン(ルナ級ではなく新型のコンスティテューションⅢ級、ショー艦長指揮下)副長(階級：中佐)となっている。ピカードのため、艦長を欺いてレイトン星系に行き、ピカードとライカーにシャトルを使わせてビバリー・クラッシャーとその息子ジャックの救助を行わせる。その結果、副長職を一時的に解かれて監禁されるも、艦内に潜む可変種を探し出して倒し復職する。可変種が艦隊に潜入し支配していたことを知り、ショーやピカードを助けてタイタンで逃亡する。密かに可変種とボーグが組んで、転送装置により乗組員たちに組み込んでいたボーグ作成の遺伝子が発現し反乱がおきる。ピカード達のシャトルによる脱出を助け、ラフィとともにタイタンに残って敵を食い止める。殉死したショーから新艦長に任命される。タイタンを奪回し艦隊全体に戦いを挑んで、ピカードのエンタープライズ-Dのために時間を稼ぐ。ボーグ・キューブが破壊されて危機が去ったのち、ショーの遺した推薦に基づき、トゥヴォックにより大佐に昇進させられる。1年後の2402年、タイタンから改名されたエンタープライズ-Gの艦長となり、ラフィを副長、少尉になったジャックを「艦長の特別カウンセラー」とする。
艦隊ミュージアムに展示されている退役後のU.S.S.ヴォイジャーをジャックに見せた際、かつて自分が生まれ変わった家で、クルーは家族であった事を語る等、彼女にとってヴォイジャーとそのクルーは今も何より大きな存在であるということが描写された。

## 家族
- マグナス・ハンセン（父）
- エリン・ハンセン（母）
- アイリーン・ハンセン（叔母）
- ワン（息子？）